# Salles (Lot-et-Garonne)
Salles település Franciaországban, Lot-et-Garonne megyében. Lakosainak száma 287 fő (2022. január 1.). Salles Gavaudun, Condezaygues, Cuzorn, Monségur, Monsempron-Libos és Montagnac-sur-Lède községekkel határos.

## Népesség
A település népessége az elmúlt években az alábbi módon változott:
| Lakosok száma | 353  | 313  | 289  | 300  | 290  | 288  | 293  | 293  | 287  | 287  |
|               | 1968 | 1982 | 1990 | 2006 | 2013 | 2015 | 2017 | 2019 | 2020 | 2022 |